# Брунхарт, Артур
Артур Брунхарт (нем. Arthur Brunhart; род. 23 января 1952) — лихтенштейнский историк и политик. Бывший депутат парламента Лихтенштейна в 2005—2013 годах; с 2009 по 2013 год был спикером Ландтага.

## Биография
Артур Брунхарт рос вместе с семью братьями и сестрами в Бальцерсе. Он изучал историю и антропологию в Университете Фрайбурга. После работы научным сотрудником университета, получил стипендию для исследований, которые проводил в Риме, Дублине, Лондоне и Париже. Сейчас работает как историк, исследователем в Национальном музее Лихтенштейна. Он является заместителем директора музея и руководителем Исторического словаря.
С 2005 по 2013 годы Брунхарт представлял партию Патриотический союз в парламенте Княжества Лихтенштейн. Как депутат он занимал с 2005 по 2008 годы должность председателя комиссии ЕЭП в парламенте. С 2009 года он был главой делегации Парламентской комиссии по Боденском озеру и возглавлял Комитет по иностранным делам. На муниципальных выборах 2011 года Артур Брунхарт был избран мэром своего родного города Бальцерс. В парламентских выборах, которые проходили в феврале 2013 года, не участвовал.
Вдовец, имеет трех дочерей.